# Colin Miller (Eishockeyspieler, 1992)
Colin Miller (* 29. Oktober 1992 in Sault Ste. Marie, Ontario) ist ein kanadischer Eishockeyspieler, der seit März 2024 bei den Winnipeg Jets aus der National Hockey League unter Vertrag steht. Zuvor war der Verteidiger in der NHL bereits für die Boston Bruins, Vegas Golden Knights, Buffalo Sabres, Dallas Stars und New Jersey Devils aktiv. Mit der kanadischen Nationalmannschaft gewann er die Goldmedaille bei der Weltmeisterschaft 2021.

## Karriere

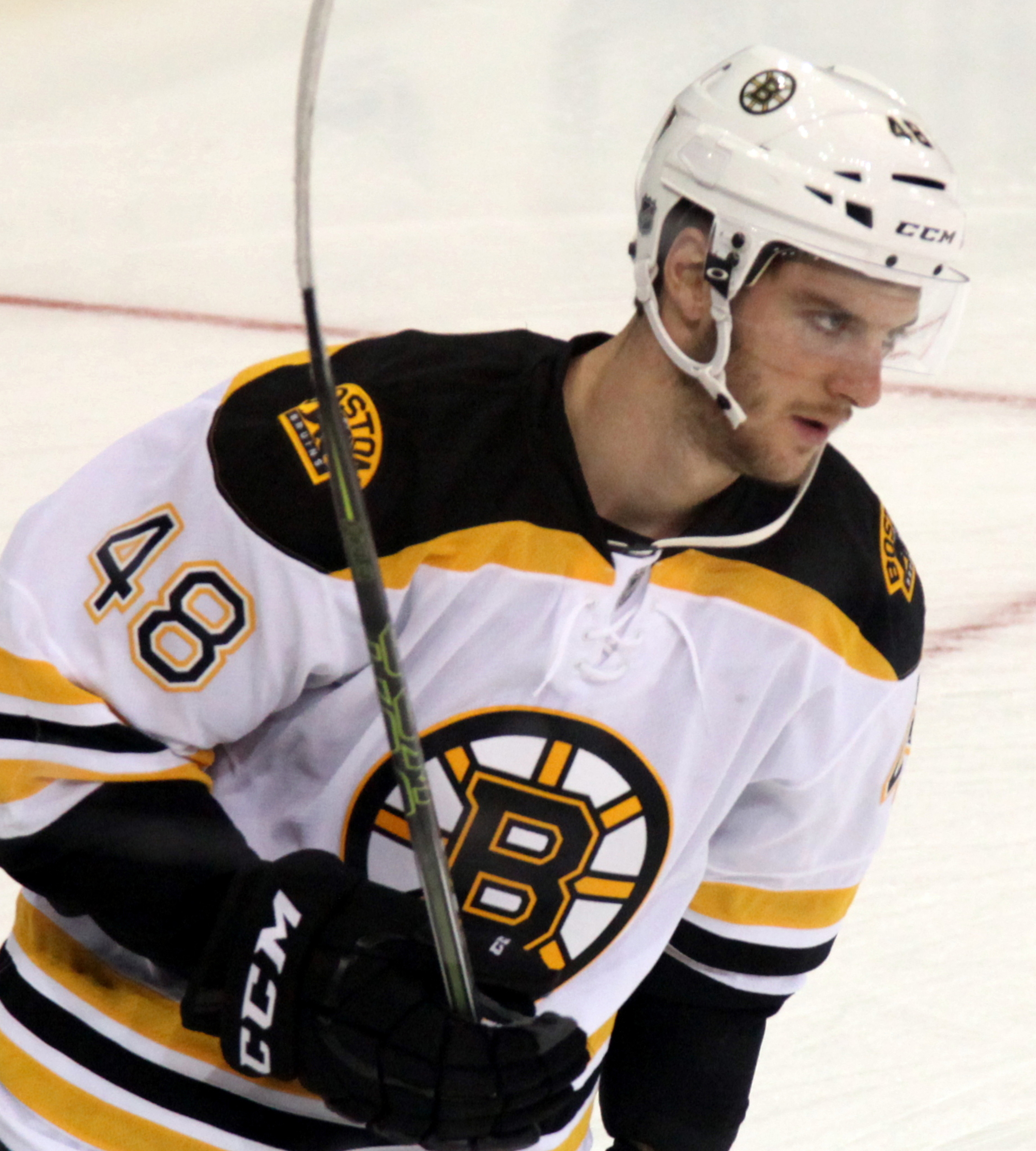
Miller im Trikot der Boston Bruins (2015)

Miller verbrachte seine Juniorenzeit zwischen 2010 und 2013 bei den Sault Ste. Marie Greyhounds in der Ontario Hockey League. Während dieser Zeit wurde der Verteidiger im NHL Entry Draft 2012 in der fünften Runde an 151. Position von den Los Angeles Kings aus der National Hockey League ausgewählt. In seinem letzten Juniorenjahr, dass er als Abwehrspieler mit 55 Scorerpunkten in 54 Partien abschloss und Mannschaftskapitän war, wurde er ins Third All-Star Team der Liga gewählt und zudem mit der Mickey Renaud Captain’s Trophy ausgezeichnet.
Im Juli 2013 wurde Miller von den Kings unter Vertrag genommen und zunächst ins Farmteam Manchester Monarchs in die American Hockey League geschickt, bei dem er die folgenden beiden Spieljahre verbrachte. Am Ende der Spielzeit 2014/15 errang er mit den Monarchs den prestigeträchtigen Calder Cup. Sein NHL-Debüt feierte der Kanadier allerdings nicht mit Los Angeles, da er Ende Juni 2015 gemeinsam mit dem Erstrunden-Wahlrecht der Kings im NHL Entry Draft 2015 und Torwart Martin Jones an die Boston Bruins abgegeben wurde. Im Gegenzug erhielten die Kalifornier Milan Lucic. Im Franchise der Bruins gelang Miller der Sprung in die NHL, wenngleich er Teile der Spielzeit auch weiterhin in der AHL bei den Providence Bruins verbrachte. Zur Saison 2016/17 gelang es ihm schließlich sich in Bostons Kader zu etablieren.
Im Juni 2017 wurde Miller im NHL Expansion Draft 2017 von den Vegas Golden Knights ausgewählt. Mit dem Team erreichte er in den Playoffs 2018 überraschend das Finale um den Stanley Cup, unterlag dort allerdings den Washington Capitals. Zudem gehörte er in der Debütsaison zu den zahlreichen Spielern der Golden Knights, die ihre persönliche Statistik deutlich steigern konnten, so verzeichnete er 41 Scorerpunkte und wurde damit bester Abwehrspieler der Mannschaft. Nach einem weiteren Jahr in Nevada wurde er im Juni 2019 an die Buffalo Sabres abgegeben, die im Gegenzug ein Zweitrunden-Wahlrecht für den NHL Entry Draft 2021 sowie ein Fünftrunden-Wahlrecht für den NHL Entry Draft 2022 nach Las Vegas schickten.
Bei der Weltmeisterschaft 2021 kam er zu seinem Debüt für die kanadische Nationalmannschaft und gewann mit dem Team prompt die Goldmedaille.
Nach drei Jahren in Buffalo wurde sein auslaufender Vertrag nach der Saison 2021/22 nicht verlängert, sodass er sich im Juli 2022 als Free Agent den Dallas Stars anschloss. Diese gaben ihn im Juli 2023 im Tausch für ein Fünftrunden-Wahlrecht im NHL Entry Draft 2025 an die New Jersey Devils ab. Von dort wiederum gelangte er bereits im März 2024 zu den Winnipeg Jets, die dafür ein Viertrunden-Wahlrecht im NHL Entry Draft 2026 nach New Jersey schickten.

## Erfolge und Auszeichnungen
| - 2013 Mickey Renaud Captain’s Trophy - 2013 OHL Third All-Star Team - 2015 Teilnahme am AHL All-Star Classic | - 2015 Calder-Cup-Gewinn mit den Manchester Monarchs - 2015 AHL Second All-Star Team |

### International
- 2021 Goldmedaille bei der Weltmeisterschaft

## Karrierestatistik
Stand: Ende der Saison 2024/25

### International
Vertrat Kanada bei:
- Weltmeisterschaft 2021

(Legende zur Spielerstatistik: Sp oder GP = absolvierte Spiele; T oder G = erzielte Tore; V oder A = erzielte Assists; Pkt oder Pts = erzielte Scorerpunkte; SM oder PIM = erhaltene Strafminuten; +/− = Plus/Minus-Bilanz; PP = erzielte Überzahltore; SH = erzielte Unterzahltore; GW = erzielte Siegtore; 1 Play-downs/Relegation; Kursiv: Statistik nicht vollständig)